# Чарас (виноград)
Ча́рас (Ча́рос) — среднеазиатский столовый сорт тёмного винограда. Наиболее распространён в Узбекистане, однако сортотип включён в национальные стандарты всех государств региона. Отличается высокими вкусовыми качествами с приятным сочетанием сахаристости и кислотности. Урожайность весьма высокая (7—9 тонн на гектар), однако легко поражается оидиумом. Включается в состав восточной эколого-географической группы сортов.

## Распространение
Достаточно широко распространён в Средней Азии, традиционные регионы выращивания: Узбекистан, юг Казахстана и север Таджикистана. В Узбекистане виноградники имеются в Ташкентской, Ферганской, Андижанской и Наманганской областях.

## Описание
Изначально относился к сортам раннего периода созревания. В 1960-х в Ферганской долине, около Ленинабада, был обнаружен сорт, названный «Чарас ленинабадский», со средним периодом созревания, поэтому теперь относится к сортам с ранне-средними периодами созревания.
Ягоды созревают в июле-августе. В Узбекистане, в районе Ташкента, урожай чараса собирают в середине августа. В более северных регионах ягоды созревают медленнее. Например, в российском Нижнем Придонье урожай собирают в конце августа — начале сентября.
Кусты винограда сильнорослые с крупными округлыми, слабо или среднеизрезанными листьями, сверху тёмными, снизу — светло-зелёными, без волосков. Грозди плотные, средние или крупные, имеют массу 300—400 г. Ягоды средние и крупные, 14—25 мм, округлые или слабоовальные (округло-яйцевидные), с толстой но негрубой кожицей. Цвет ягод тёмно-синий, иссиня-чёрный. В составе плодов 2,1—2,3 % сахаров, 5,5—8 % кислот.
Ягоды употребляются, в основном, в свежем виде. Хотя сорт не является винодельческим, в Наманганской области его иногда используют для приготовления красных сладких вин.
Цветок функционально женский, для опыления наиболее подходят Хусайне и Кишмиш чёрный. Сорт имеет низкую зимостойкость, легко поражается оидиумом, против которого невынослив.

## Гибридные сорта
- В 1946 году на Среднеазиатской опытной станции ВИР (авторы: А. М. Негруль и М. С. Журавель) из гибридного сеянца от скрещивания сортов Чарас и Мускат гамбургский был выведен новый столовый сорт Чарас мускатный[6].
- В конце 1950-х из гибрида Чарас × Белый кишмиш был выведен новый ранний сорт Бозори́, то есть «Рыночный, Базарный»[7].
- В Республике Молдова определённой популярностью пользуется гибрид Мэрцишор (Чарас × Пьеррель)[8].

## В традициях и художественной литературе
Цвет виноградин Чараса (Чароса) наиболее полно отвечают канонам красоты женских глаз у узбеков. Поэтому сравнение с ним глаз девушки часто встречается в литературе и народном творчестве. Чарос также является женским именем, с намёком на «имеющая подобные глаза». Это создаёт трудности для переводчиков с узбекского для европейских читателей. Вот как описана ситуация на примере одного не слишком удачного перевода:

К переводу идиом близки и переводы сравнений, например, сравнение глаз с чаросом.
В узбекском языке сравнение чёрных и блестящих глаз девушки с чаросом очень распространено.
Даже в современной песне поётся: «лабинг гилосга ўхшар, кўзинг чаросга ўхшар», то есть губы словно черешни, глаза будто чарос.
По-узбекски это звучит. Но русскому читателю слово «чарос» непонятно и Урманова даёт такую сноску: «Чарос — лучший сорт винограда».
Сравнить глаза с виноградом, пусть даже с лучшим сортом, русскому читателю затрудительно. И вся красота сравнения исчезает.

Чарас выступает природным героем одноимённого рассказа узбекского писателя Ульмаса Умарбекова, на фоне и вокруг него раскрывается подкупающе возвышенный образ старика-садовника. В рецензии в том числе приводится такой фрагмент:

Чарас — это виноград, его тяжёлые, словно тронутые лёгкой изморозью, гроздья — предмет восхищения и мальчишеского озорства. С риском для штанов и коленей лезут ребятишки украдкой через глиняный дувал, и тут им не до «эстетики» — поскорее нарвать, да и прочь, пока садовник не увидел.

<…>

В ужасе, судорожно всхлипывая, уставился плутишка в красные мягкие сапоги садовника, от волнения весь виноград перемял за пазухой. Но что это? Шершавая ладонь провела ласково по лбу и волосам, голос тих и спокоен: «Не бойся, сынок… Захотелось винограду — приходи ко мне, я тебе сам нарву…» — Ульмас Умарбеков. «Чарас»